# Stayin' Alive
«Stayin' Alive» (título en español: Sobreviviendo) es un sencillo escrito por los Bee Gees, destinada a la banda sonora de Fiebre del sábado por la noche una película de 1977, una canción bajo el sello discográfico RSO Records de Robert Stigwood.

## Acerca de la canción
"Stayin' Alive" es una de las canciones más populares y reconocibles de los Bee Gees. Puede ser aún escuchada en una variedad de lugares, desde salones de bailes a eventos deportivos. La revista Rolling Stone la incluyó en su lista de las 500 mejores canciones de todos los tiempos en el puesto 189.º junto a "How Deep Is Your Love", primer sencillo de la película y también de los Bee Gees.

## Historia de la canción
El productor de la banda sonora, Robert Stigwood (quien además era el mánager de los Bee Gees) los llamó y les pidió que escribieran unas cuantas canciones para una banda sonora que estaba planeando. En este punto, la película estaba en sus primeras etapas de producción y ni siquiera tenía todavía un título. Todo lo que Stigwood tuvo que hacer fue ver una portada de la revista New York acerca de la discomanía. Les pidió seguir con la banda sonora de todas maneras, y escribieron "Stayin' Alive" sobre la marcha en unos cuantos días, mientras estaban en Château d'Hérouville, París. Así como Pink Floyd, una gran parte de las bandas sonoras fueron grabadas en Francia por razones legales.
Debido a la muerte del padre del baterista Dennis Bryon a mediados de las sesiones de grabación, el grupo buscó un reemplazo. Aunque parezca mentira, la escasez de bateristas en esta área de Francia obligó al grupo a usar una caja de ritmos, pero no obtuvo resultados demasiado satisfactorios. Luego de escuchar la pista de percusión del ya grabado "Night Fever", la banda (y el Ingeniero Albhy Galuten) seleccionaron dos partes de la canción, las regrabaron a una pista, y procedieron a las sesiones de "Stayin 'Alive". Ello explica por qué no cambia el ritmo durante toda la canción.
Como una broma, la banda le puso al baterista como "Bernard Lupe" (una parodia del baterista Bernard Purdie). El ahora señor Lupe se volvió después un baterista con gran demanda, hasta que se descubrió que no existía.
También se produjo un sencillo versión Maxi o Extended (12' versión) especial para los DJ´s, el cual no se lanzó oficialmente al público (sólo estaba disponible para uso exclusivo en discotecas) hasta mucho tiempo después, resultando también un éxito, tanto que los vinilos de estas versiones son muy cotizados. También se produjeron versiones Maxi de Night Fever e incluso de You Should Be Dancing.

## Saturday Night Fever

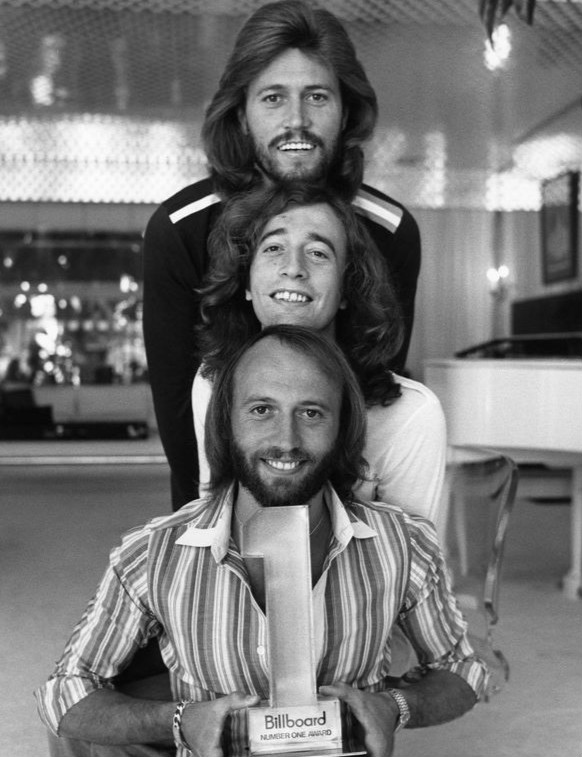
Imagen publicitaria del grupo Bee Gees para el especial de televisión Billboard #1 Music Awards

La canción no estaba originalmente planeada para ser lanzada como un sencillo, pero los fans llamaron a las estaciones de radio y RSO Records inmediatamente después de ver el tráiler de SNF, en donde aparece en la escena introductoria la canción, el sencillo fue finalmente lanzado a mediados de diciembre, un mes antes del álbum, y llegó al tope del Billboard Hot 100 en los Estados Unidos en febrero, donde pudo haber estado por cuatro semanas. Poco después, bajó a la posición #2, cerrando los puestos #1 y #2 solo para los Bee Gees, ya que el lugar #1 lo ocuparía Night Fever. En Reino Unido, "Stayin' Alive" fue un sólido tema que llegó solo al lugar #4, distinto al gran éxito logrado en Estados Unidos
Ya en 1978 los Bee Gees dominaban las listas de Norteamérica. Sin embargo "Stayin' Alive" fue reemplazada en el #1 de la lista por el hermano menor de los hermanos Gibb, el cantante Andy Gibb y su sencillo, "(Love Is) Thicker Than Water", seguido del otro sencillo de los Bee Gees "Night Fever". Este fue reemplazado por la canción interpretada por Yvonne Elliman "If I Can't Have You". Desde que Barry Gibb escribió estas cuatro canciones mencionadas, él se convirtió en la única persona en la historia en escribir cuatro números 1 consecutivos. Esta marca no ha sido rota hasta el día de hoy.
Junto con la versión que apareció en el banda sonora del álbum (y su subsecuente versión de CD) y el sencillo lanzado mundialmente, fue lanzada otra versión, que fue distribuido a los DJs de los clubes y radio estaciones que se especializaban en lanzar al aire "versiones más largas" de canciones hit. Esta "Versión Especial Disco" como fue llamada, mostraba las mismas partes del mix básico del álbum, pero tenía una misteriosa "sección de vientos" que viene puesta 2 veces en esta versión, pero fue sacada de la publicación de las radioemisoras. Actualmente puede ser encontrada en la reedición del álbum Greatest.
Como mensaje de la canción, y según palabras del cantante Robin Gibb, "Stayin' Alive es acerca de sobrevivir en la gran ciudad, cualquier ciudad, pero básicamente New York".

## Videoclip
El video musical para la canción es completamente diferente del concepto de Saturday Night Fever. La banda aparece cantando la canción en un set próximo a donde estaban filmando Sgt. Pepper's Lonely Hearts Club Band al mismo tiempo. Era un set que mostraba edificios, una estación de trenes, y otros objetos

## Rendimiento en las listas musicales
Stayin' Alive fue una exitosísima canción en el ámbito mundial, alcanzando los Top 5 de todos los países donde fue lanzado el sencillo, Ocupando el primer lugar de las listas de Estados Unidos, Australia, Canadá, España, Francia, Italia, México, Países Bajos y Nueva Zelanda; Siendo n.º 2 en Austria, Bélgica, Alemania y República Checa. Y ocupando la cuarta posición en el Reino Unido.

## 1983:Stayin' Alive, la película
Aprovechando el filón de Saturday Night Fever, en 1983 se rodó una continuación que se llamó como la canción: Stayin' Alive. Dirigida por Sylvester Stallone, esta secuela fue protagonizada también por John Travolta y fue uno de los primeros trabajos de Patrick Swayze.

## Versiones
En 2012, la canción apareció en la serie Glee, en el episodio "Saturday Night Glee-ver" y fue cantada por Finn Hudson, Santana Lopez y Mercedes Jones.

## Influencia
Kevin Parker de Tame Impala habló durante una entrevista con NME sobre cómo al escuchar "Stayin' Alive" de The Bee Gees, manejando por las calles de Los Ángeles, sintió una emoción profunda que lo motivó e inspiró para la realización de Currents. Durante este momento, Parker se encontraba bajo los efectos de una combinación de hongos alucinógenos y cocaína. Las palabras textuales de Parker fueron: "No es como si nunca en la vida hubiese escuchado antes a los Bee Gees. Eso es prácticamente imposible para un músico. Solo que en ese momento en el carro pude percibir la canción de una manera que nunca antes lo había hecho. En ese momento (Staying Alive) tuvo un efecto muy emocional y melancólico… la sentí bastante psicodélica y es eso lo que busco en este tipo de música, quiero que la música me transporte”. El hecho ocurrió después de haber finalizado el tour por el disco publicado en 2012, Lonerism.

## Uso en la medicina
Con el BPM de Stayin' Alive se puede llevar a cabo con precisión las maniobras de RCP de manera efectiva.